# Lispe uniseta
Lispe uniseta är en tvåvingeart som beskrevs av Malloch 1922. Lispe uniseta ingår i släktet Lispe och familjen husflugor. Inga underarter finns listade i Catalogue of Life.